# 넵투누스 분수 (베를린)

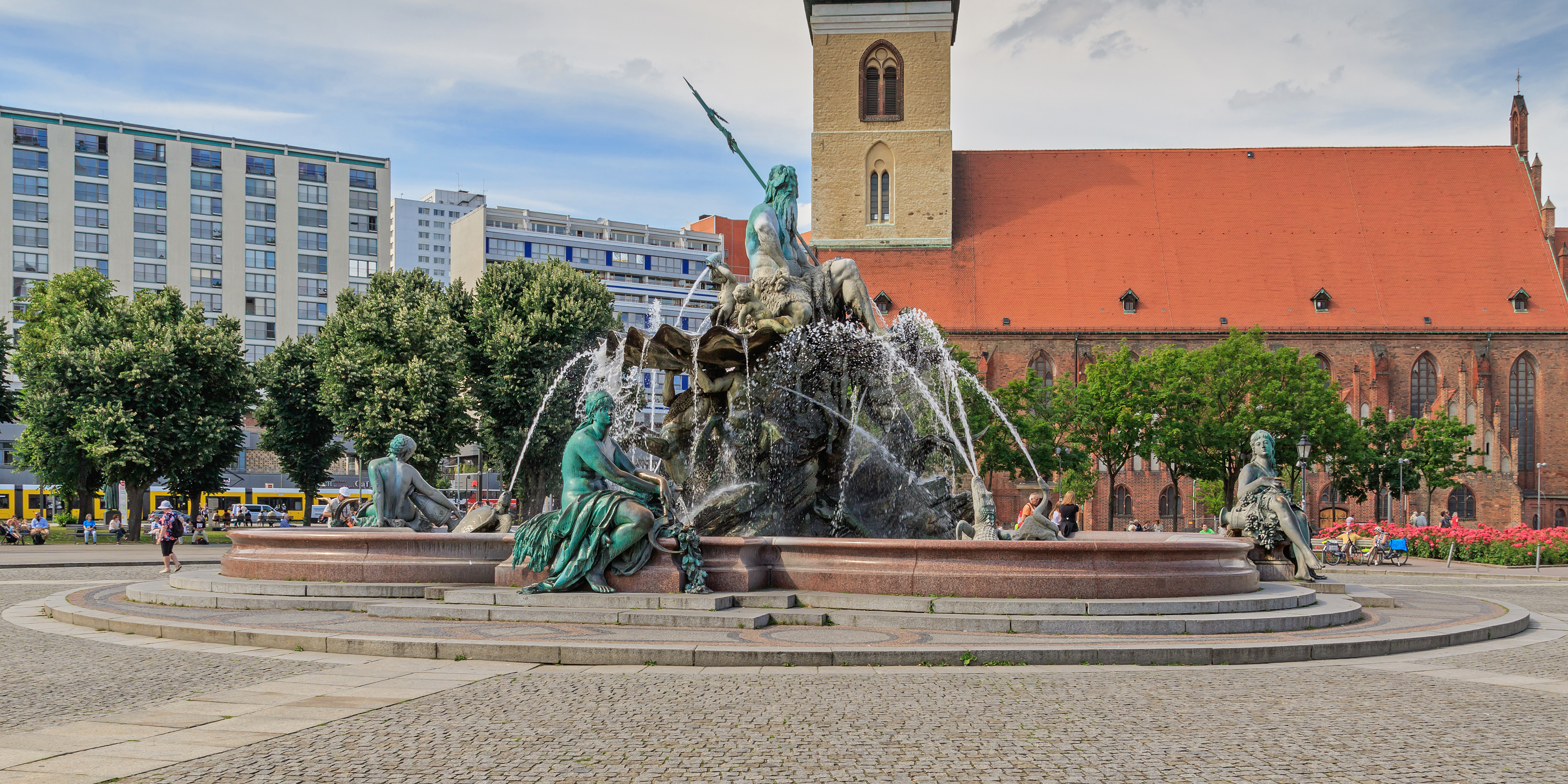
넵투누스 분수

넵투누스 분수(독일어: Neptunbrunnen)는 독일 베를린에 있는 분수다. 1891년에 건설되었으며 라인홀트 베가스가 설계했다. 넵투누스가 중앙에 있다.